# Distrikt Paderborn
Der Distrikt Paderborn bestand zwischen 1807 und 1813 im Departement der Fulda des Königreiches Westphalen. 1807 hatte der Distrikt 65.870 Einwohner. An der Spitze des Distrikts stand der Unterpräfekt Maximilian von Elverfeldt, ehemaliger fürstbischöflicher Domherr und erster Landrat des späteren preußischen Kreises Paderborn. Der Sitz der Unterpräfektur war Paderborn.

## Gliederung

Gliederung des Departements ab 1811

Der Distrikt war wie folgt in 14 Kantone unterteilt:
| Kanton       | Gemeinden |
| ------------ | --- |
| Atteln       | Atteln, Blankenrode, Dalheim, Etteln, Haaren, Helmern, Henglarn und Husen                                                                        |
| Büren        | Ahden, Barkhausen, Brenken, Büren (Stadt), Eickhoff, Harth, Hegensdorf, Keddinghausen, Siddinghausen, Steinhausen, Weiberg, Weine und Wewelsburg |
| Delbrück     | Delbrück, Dorfbauerschaft, Hagen, Ostenland, Westenholz und Westerloh                                                                            |
| Kirchborchen | Alfen, Dahl, Dörenhagen, Kirchborchen, Niederntudorf, Nordborchen, Oberntudorf und Wewer                                                         |
| Lichtenau    | Asseln, Ebbinghausen, Grundsteinheim, Hakenberg, Herbram, Holtheim, Iggenhausen, Kleinenberg und Lichtenau (Stadt)                               |
| Lippspringe  | Benhausen, Lippspringe (Stadt), Marienloh, Neuenbeken und Stukenbrock                                                                            |
| Neuenkirchen | Bornholte, Liemke, Neuenkirchen, Sende, Varensell und Verl                                                                                       |
| Neuhaus      | Elsen, Neuhaus, Hövelhof und Sande |
| Paderborn    | Paderborn (Stadt) |
| Ringboke     | Anreppen, Bentfeld, Garfeln, Hörste, Mantinghausen, Mettinghausen, Rebbeke, Ringboke, Schwelle und Verlar                                        |
| Rietberg     | Bokel, Druffel, Kaunitz, Mastholte, Moese, Oesterwiehe, Rietberg (Stadt) und Westerwiehe                                                         |
| Salzkotten   | Salzkotten (Stadt), Scharmede, Thüle, Upsprunge und Verne                                                                                        |
| Wiedenbrück  | Avenwedde, Friedrichsdorf, Langenberg und Wiedenbrück (Stadt)                                                                                    |
| Wünnenberg   | Bleiwäsche, Essentho, Fürstenberg, Leiberg, Meerhof, Oesdorf, Westheim und Wünnenberg (Stadt)                                                    |

## Geschichte
Im Wesentlichen umfasste der Distrikt den ehemaligen unterwaldischen (westlichen) Bezirk des Hochstifts Paderborn, zusätzlich die ehemalige Grafschaft Rietberg und das ehemalige Amt Reckenberg. Eine heutige Entsprechung bilden in etwa der heutige Kreis Paderborn und der südöstliche Teil des Kreises Gütersloh im deutschen Land Nordrhein-Westfalen. Zusammen mit dem Distrikt Höxter des Departements war er bis 1810 der einzige wirklich westfälische Distrikt im Departement der Fulda des künstlich geschaffenen Königreiches Westphalen unter König Jérôme Bonaparte (Der Distrikt Bielefeld fiel erst 1811 an das Departement). 
Trotz der kurzen Zeit seines Bestehens in einem ständigen Veränderungen unterliegenden Europa hat der Distrikt für die Verwaltung des Gebietes eine gewisse Bedeutung erlangt. Durch die westphälische Verfassung erhielt das Gebiet erstmals überhaupt eine moderne Verfassung, mit liberalen Grundsätzen: Beseitigung ständischer Vorrechte, Befreiung von der Leibeigenschaft, Gewerbefreiheit. Auch wurde im Arrondissement der Code Napoléon eingeführt. Die alten fürstbischöflichen Verwaltungsstrukturen, die auch nach der Besetzung durch Preußen 1802 noch weitgehend bestanden, konnten durch das Königreich Westphalen nicht durchgängig beseitigt werden. Hierfür fehlten auf Grund der weltpolitisch instabilen Lage die Mittel und die Zeit. Dennoch wird die französische Zeit als „wirkungsvolles Intermezzo“ bezeichnet. Insbesondere der Verlust der Hauptstadtfunktion Paderborns führten zur wirtschaftlichen Einbußen im Distrikt. Die Aufhebung der Klöster wurde schon durch Preußen begonnen. Hatte sich Preußen aber noch moderat verhalten, ging die westphälische Regierung rücksichtslos vor, obwohl zunächst die Franzosen als glaubensverwandte Gleichgesinnte gegen die protestantischen Ketzer angesehen wurden. Wirklich einschneidend war die Beteiligung westfälischer Soldaten an Napoleons Russlandfeldzug 1812. Um die 1000 Soldaten aus dem Gebiet nahmen am Feldzug teil, nur 10 % der insgesamt 30.000 westphälischen Soldaten kamen zurück. 
Am 9. November 1813 rückten preußische Truppen im Distrikt Paderborn ein, im Unterschied zu 1802 als Befreier begrüßt. 1815 sanktionierte der Wiener Kongress den preußischen Besitz, 1816 ging die Verwaltung im Gebiet des Paderborner Landes endgültig in der Provinzialverwaltung Westfalen auf. Das Gebiet des Distrikts kam zu den neuen Kreisen Büren, Paderborn und Wiedenbrück. Die meisten Kantone bestanden als Verwaltungsbezirke innerhalb der Kreise fort und wurden in den 1840er Jahren zu Ämtern.